# Simfonia núm. 1 (Barber)
La Simfonia núm. 1, també anomenada Simfonia en un moviment, op. 9, va ser completada per Samuel Barber el 24 de febrer de 1936. Va ser estrenada per l'Orquestra Filharmònica Augusteo de Roma sota la batuta de Bernardino Molinari el 13 de desembre de 1936. Té una durada d'uns 21 minuts.

## Història
Barber va començar el seu treball en la simfonia l'agost de 1935 i el va completar a la Fundació Anabel Taylor a Roquebrune als Alps francesos. Va ser dedicat al seu company de molt de temps Gian Carlo Menotti. Va rebre la seva estrena americana per la Cleveland Orchestra, dirigida per Rudolf Ringwall, el 21 i 23 de gener de 1937, i el 24 de març del mateix any es va interpretar tres vegades al Carnegie Hall, interpretada per la Filharmònica de Nova York– Orquestra Simfònica sota la direcció d'⁣Artur Rodziński. Rodziński va ser un fort promotor de l'obra de Barber, i també va dirigir l'actuació de la simfonia de la Filharmònica de Viena al concert d'obertura del Festival de Salzburg de 1937. Va ser la primera interpretació d'una obra simfònica d'un compositor estatunidenc al festival.

## Anàlisi
La simfonia és una versió condensada en un sol moviment d'una simfonia clàssica de quatre moviments i està inspirada en la Simfonia núm. 7 de Sibelius. El treball es divideix en quatre apartats:
1. Allegro ma non troppo
2. Allegro molto
3. Andante tranquillo
4. Con moto

A les notes del programa per a l'estrena a Nova York, Barber va explicar:
| « | La forma de la meva simfonia en un moviment és un tractament sintètic de la simfonia clàssica de quatre moviments. Es basa en tres temes de l'Allegro non troppo inicial, que conserven al llarg de l'obra el seu caràcter fonamental. L'Allegro ma non troppo s'obre amb l'exposició habitual d'un tema principal, un segon tema més líric i un tema de cloenda. Després d'un breu desenvolupament dels tres temes, en comptes de la recapitulació habitual, el primer tema en disminució forma la base d'una secció de l'scherzo (vivace). El segon tema (oboè sobre cordes apagades) apareix després en augment, en un Andante tranquillo estès. Un intens crescendo introdueix el final, que és una passacaglia breu basada en el primer tema (introduït per violoncels i contrabaixos), sobre el qual, juntament amb figures d'altres temes, es teixeix el tema de cloenda, servint així de recapitulació per a tota la simfonia. | » |

Barber va fer algunes revisions a l'obra el 1942–43. La versió revisada va ser interpretada per primera vegada el 18 de febrer de 1944 per l'⁣Orquestra de Filadèlfia dirigida per Bruno Walter.

### Allegro non troppo
Tema principal (mm. 2–4)
Audio playback is not supported in your browser. You can download the audio file.
Segon tema líric (mm. 29–31)
Audio playback is not supported in your browser. You can download the audio file.
Tema de cloenda (mm. 61–64)
Audio playback is not supported in your browser. You can download the audio file.

### Scherzo
Primer tema en disminució (mm. 138–42)
Audio playback is not supported in your browser. You can download the audio file.

### Andante tranquillo
Segon tema (mm. 437–445)
Audio playback is not supported in your browser. You can download the audio file.

### Passacaglia
Primer tema (mm. 522–27)
Audio playback is not supported in your browser. You can download the audio file.